# Тукульти-Нинурта II
Тукульти-Нинурта II — царь Ассирии приблизительно в 891—884 годах до н. э. Сын Адад-нирари II.

## Биография
1 симана (май-июнь) 885 года до н. э. Тукульти-Нинурта II предпринял поход на север, в страны Наири. Ассирийская армия перешла через горы Кашийари и, двигаясь вдоль западного берега Тигра, продолжала наступление вплоть до страны Бит-замани с центром Амеду (совр. Диярбакыр). Здесь войско Тукульти-Нинурты встретило упорное сопротивление противника. В ожесточенной битве ассирийцы нанесли сокрушительный удар армии страны Бит-замани, разрушили её поселения и захватили богатую добычу.
Аммебала — царь Бит-замани, чтобы спасти свою жизнь, вынужден был «обнять ноги» Тукульти-нинурты II и царь Ассирии оказал ему «большую милость», разрешив вновь заселить покинутые поселения. В качестве дани ассирийцы вывезли из Бит-замани бронзу, свинец, железо, а также коней и мулов. В анналах царя говорится, что он получал из Наири серебро. У истоков Тигра, как сообщает его сын Ашшур-нацир-апал II, Тукульти-нинурта поставил столб со своим изображением, рядом с рельефом Тиглатпаласара I.
Важно отметить, что во время своих кампаний Тукульти-Нинурта II среди прочего требовал от побежденных предоставить ему лошадей. За время его правления ассирийская армия пополнилась тысячами верховых лошадей и получила в свой состав не каких-то отдельных всадников, а целые подразделения кавалерии.
Правил Тукульти-Нинурта II 7 лет.